# Argumento ad nauseam
Un argumento ad nauseam, o argumentum ad nauseam, es una falacia en la que se argumenta a favor de un enunciado mediante su prolongada reiteración, por una o varias personas. La apelación a este argumento implica que alguna de las partes incita a una discusión superflua para escapar de razonamientos que no se pueden contrarrestar, reiterando aspectos discutidos, explicados o refutados con anterioridad.
Es un mecanismo habitual para reforzar leyendas urbanas o teorías de conspiración, al repetir determinadas afirmaciones verdaderas o falsas hasta asentarlas como parte de las creencias de un individuo o de la sociedad, convirtiéndolas en «verdades incontestables».
Su estructura funciona de la siguiente manera:
- A afirma B.
- B se repite constantes veces en la conversación.
- Por lo tanto, B termina volviéndose verdadero.

La expresión ad nauseam es una locución latina que se utiliza para describir un debate que se alarga hasta llegar al abandono de alguna de las partes por cansancio o hasta el olvido; la locución hace alusión a algo que continúa hasta llegar —en sentido figurado— al punto de producir náuseas. Por ejemplo, «Este asunto se ha debatido ad nauseam»: quiere decir que se ha discutido tanto que al menos una de las partes se ha hartado de él u olvidado.
Esta falacia viene de la falsa creencia de que si alguien se molesta o dedica tanta energía para la repetición de un mensaje es porque este debe ser más veraz que el de otro que no se molesta o puede rebatirlo. Esto se puede observar en el debate político, en el que el uso de esta técnica está presente en los parlamentos de todos los Estados democráticos, en la que sumada la anterior reiteración y la negación de discusión hace que la falsa creencia se acepte socialmente como «verdadera» sin ningún análisis crítico por el individuo ya que la reiteración de aquella falsedad en su entorno, hace que el individuo lo acepte con la asunción de que no hay posibilidad de anular esa creencia.